# Маккабі (Чернівці)
Спортивнийта гімнастичний клуб «Маккабі» (Чернівці) або просто «Маккабі» (нім. Sport- und Turnverein Makkabi Czernowitz, рум. Maccabi Cernăuți, івр. מכבי צ'רנוביץ) — австро-угорський, румунський та український спортивний клуб з міста Чернівці, заснований у 1909 року єврейською громадою міста.

## Хронологія назв
- 1909—1910: «Блау-Вайс» (Чернівці) (нім. Wanderbund Blau-Weiß Czernowitz)
- 1910—1914: «Хакоах» (Чернівці) (нім. Sportklub Hakoah Czernowitz)
- 1914—1940, 2019: «Маккабі» (Чернівці) (нім. Sport-und Turnverein Maccabi Cernăuţi)

## Історія
Футбольний клуб «Маккабі» (Чернівці) було засновано в 1909 році під назвою «Вандербюнд Блау-Вайс Чернівці» (рум. Asociația de drumeții albastru-alb din Cernăuți). У травні 1910 року на базі «Блау-Вайс» було створено Спортивний клуб «Хакоах» (Чернівці), який 1914 року було перейменовано в Спортивний та гімнастичний клуб «Маккабі Чернівці» (рум. Asociația sportivă și de gimnastică Maccabi Cernăuți).
У 1920 році футбольна команда клубу взяла участь у крайовому чемпіонаті Буковини. У 1919 році «Маккабі» став неофіційним віце-чемпіоном Буковини, а вже наступного року команда оформила свій перший офіційний титул. Після цього «Маккабі» виступав у Лізі I чемпіонату Буковини, посідаючи 3-є та 4-е місце, а також 4 рази ставав віце-чемпіоном краю. У сезоні 1926/27 років, ставши обласним чемпіоном, «Маккабі» (Чернівці) кваліфікувався до фінальної частини чемпіонату Румунії, де вибув у першому раунді. Після трьох сезонів серед призерів чемпіонату Буковини, «Маккабі» двічі поспіль (сезони 1930/31 та 1931/32 років) ставав переможцем крайової першості, при чому в обох випадках у фіналі перегравав Соцьєтатю де Гімнастика Сибіу, фарм-клуб «Венуса» (Бухарест). 25 лютого 1932 року «Хакоах Чернівці» (відновлений приблизно в 1920 році) злився з «Маккабі Чернівці», й у наступному сезоні виступав під назвою «Маккабі».
Після декількох невдалих сезонів у 1935 році команда виграє чемпіонат Буковини. У 1937 році «Маккабі» вийшов до Дивізії C, але вже наступного року цей чемпіонат було тимчасово скасовано й команда повернулася до виступів у чемпіонаті «Буковини». У 1940 році, після приходу до міста російсько-більшовицьких військ, клуб припинив діяльність.
У 2019 році клуб відродився та поновив діяльність. Перші виступи відродженої команди відбулись у сезоні 2020—2021 років, в відкритому зимовому чемпіонаті міста Чернівці з футзалу.

## Досягнення
- Ліга I
  - 1/2 фіналу (2): 1931, 1932

- Чемпіонат Буковини
  -  Чемпіон (4): 1920, 1926/27, 1930/31, 1931/32
  -  Срібний призер (6): 1922/23, 1923/24, 1924/25, 1925/26, 1927/28, 1934/35
  -  Брозовий призер (4): 1921, 1928/29, 1929/30, 1935/36

### Виступи в Дивізії A
У сезоні 1926/27 років «Маккабі» (Чернівці) кваліфікувався до фінальної частини Чемпіонату Румунії як чемпіон Буковини. Зіграні матчі:
- матч плей-оф (Кишинів, 3 липня 1927 року) «Міхай Витязул» (Кишинів) — «Маккабі» (Чернівці) 6:0 (3:0)

У сезоні 1930/31 років «Маккабі» (Чернівці) кваліфікувався до фінальної частини Чемпіонату Румунії, як переможець Східної Ліги. Зіграні матчі:
- 1/2 фіналу (Сибіу, 14 червня 1931 року) «Соцьєтатя де Гімнастіка Сібіу» — «Маккабі» (Чернівці) 4:2 (3:0)

У сезоні 1931/32 років «Маккабі» (Чернівці) кваліфікувався до фінальної частини Чемпіонату Румунії, як переможець Східної Ліги. Зіграні матчі:
- 1/2 фіналу (Бухарест, 19 червня 1932 року) «Венус» (Бухарест) — «Маккабі» (Чернівці) 5:0 (3:0)

## Стадіон
До 1913 року в клубу «Маккабі» (Чернівці) не було власного стадіону. У 1910—1913 роках команда проводила домашні матчі на пасовищах районів Горча й Роса, а між 1913 і 1914 роками на полі Тиволі. З весни 1919 року по 8 липня 1922 року у клубу ще не було власного стадіону, тому свої домашні поєдинки він проводив на стадіоні «Бойко Польські», який належав клубу «Полонія» (Чернівці).
9 липня 1922 року команді було завершене будівництво стадіону «Маккабі». Його розміри — 65×105 м. Рекорд відвідуваності арени був зафіксований 3 вересня 1922 року на матчі Румунія — Польща 1:1 (0:1), на який прийшло 12 000 глядачів. Навесні 1929 року завершилася реконструкція арени. 23 червня 1929 року в товариському матчі між збірною міста Черівців та командою «Хакоах» (Відень), який закінчився з рахунком 0:0, зібралося 10 000 глядачів.

## Статистика виступів
Команда грала в крайовому чемпіонаті Буковини, 1 місце в цьому конкурсі надавало їм право брати участь у фінальному турніру чемпіонату Румунії.
| Сезон   | Результат |
| ------- | --- |
|         | |
| 1919    | віце-чемпіон неофіційного чемпіонату Буковини                                                                                    |
| 1920    | Переможець крайового чемпіонату Буковини                                                                                         |
| 1921    | 3-є місце в крайовому чемпіонату Буковини                                                                                        |
| 1922    | 4-е місце в чемпіонаті Буковини й кваліфікація для участі в новоствореній Лізі I чемпіонату Буковини                             |
| 1922/23 | 2-е місце в Лізі I чемпіонату Буковини                                                                                           |
| 1923/24 | 2-е місце в Лізі I чемпіонату Буковини                                                                                           |
| 1924/25 | 2-е місце в Лізі I чемпіонату Буковини                                                                                           |
| 1925/26 | 2-е місце в Лізі I чемпіонату Буковини                                                                                           |
| 1926/27 | 1-е місце в Лізі I чемпіонату Буковини та участь у фінальній частині чемпіонату Румунії (сезон 1926/27)                          |
| 1927/28 | 2-е місце в Лізі I чемпіонату Буковини                                                                                           |
| 1928/29 | 3-є місце в Лізі I чемпіонату Буковини                                                                                           |
| 1929/30 | 3-є місце в Лізі I чемпіонату Буковини                                                                                           |
| 1930/31 | 1-е місце в Лізі I чемпіонату Буковини, переможець Східної Ліги та участь у фінальній частині чемпіонату Румунії (сезон 1930/31) |
| 1931/32 | 1-е місце в Лізі I чемпіонату Буковини, переможець Східної Ліги та участь у фінальній частині чемпіонату Румунії (сезон 1931/32) |
| 1932/33 | 4-е місце в Лізі I Чемпіонату жудеця Чернівці                                                                                    |
| 1933/34 | 4-е місце в Лізі I Чемпіонату жудеця Чернівці (зняті очки та забиті м'ячі проти клубу CFR Чернівці)                              |
| 1934/35 | 2-е місце в Лізі I Чемпіонату жудеця Чернівці                                                                                    |
| 1935/36 | 3-є місце в Лізі I Чемпіонату жудеця Чернівці                                                                                    |
| 1936/37 | 5-е місце в Лізі I Чемпіонату жудеця Чернівці та вихід у Дивізію C                                                               |
| 1937/38 | 5-е місце в Дивізії C, який було тимчасово розформовано по завершенні сезону                                                     |
| 1938/39 | 5-е місце в Лізі I Чемпіонату жудеця Чернівці                                                                                    |
| 1939/40 | 5-е місце в Лізі I Чемпіонату жудеця Чернівці (відомі не всі результати)                                                         |

## Відомі гравці
- / Ісідор Гансл — єдиний футболіст «Маккабі», який грав у національній збірній Румунії